# Pierre Ngendandumwe
Pierre Ngendandumwe (Provincia de Ngozi, 1930 - Buyumbura, 15 de enero de 1965) fue un politólogo y político burundés, perteneciente a la etnia hutu. Miembro de la Unión para el Progreso Nacional, fue primer ministro de Burundi en dos mandatos: De 1963 a 1964 y de nuevo en 1965 hasta su asesinato.

## Primeros años
Nació en 1930, en la provincia de Ngozi, entonces parte de la colonia belga de Ruanda-Urundi.Proveniente de una próspera familia de etnia hutu, se licenció en ciencias políticas en la Universidad Lovanium del Congo Belga en 1959.Ese año lamentó el dominio de la administración de Urundi por parte del grupo étnico minoritario tutsi.

## Carrera política
Una vez finalizada su educación, se incorporó a la administración colonial belga como un administrador territorial asistente. Apoyó al príncipe Louis Rwagasore y se unió al partido político de este, la Unión para el Progreso Nacional (UPRONA). En julio de 1961 fue nombrado Ministro de Finanzas en el gobierno interino de unidad nacional reunido por la administración belga, el cual estaba en cabeza del primer ministro Joseph Cimpaye. La UPRONA se impuso en las elecciones generales de septiembre de 1961; por su parte, Ngendandumwe se convirtió en el único miembro de la Asamblea Nacional en poseer título universitario.
La Asamblea se reunió el 28 de septiembre para investir un nuevo gobierno, con Rwagasore actuando como formador. En votación secreta, la mayoría de los diputados expresaron su deseo de que Rwagasore se convirtiera en primer ministro de Urundi, aunque dos indicaron su preferencia por Ngendandumwe. Finalmente, Rwagasore se convirtió en primer ministro y Ngendandumwe fue designado Viceprimer Ministro y Ministro de Finanzas. Apenas unas semanas después, Rwagasore fue asesinado y André Muhirwa fue nombrado primer ministro en su reemplazo, mientras que Ngendandumwe siguió siendo Viceprimer Ministro. La Asamblea Legislativa había indicado al Rey Mwambutsa IV que prefería a Muhirwa para ocupar el cargo de primer ministro en ese momento en vez de a Ngendandumwe, quien inicialmente pensó que la designación de Muhirwa se hizo como consuelo para el Rey al ser miembro de la familia real, pero con el tiempo llegó a creer que era parte de una estrategia para excluir a los hutus del liderazgo nacional.
Tras la muerte de Rwagosore, la UPRONA desarrolló dos facciones que se conocieron como el «grupo de Casablanca» y el «grupo de Monrovia». El primero estaba dominado por tutsis y era marcadamente antioccidental en su orientación ideológica, mientras el segundo estaba dirigido por hutus y se inclinaba hacia Occidente o era neutral hacia él. Ngendandumwe estaba asociado con este último.
En diciembre, el ministro de Relaciones Exteriores de Bélgica, Paul-Henri Spaak, convocó a representantes de Burundi y Ruanda para discutir el futuro del territorio.  Ngendandumwe encabezó la delegación burundesa y firmó un acuerdo con Spaak, garantizando a Burundi la autonomía interna en la mayoría de los asuntos hasta la independencia. El 18 de enero de 1962, él y el presidente de la Asamblea Legislativa de Ruanda apelaron a la Asamblea General de las Naciones Unidas para que permitiera la independencia de Ruanda-Urundi como dos estados separados. Más adelante, formó parte de una delegación de Burundi enviada a la Sede de las Naciones Unidas en febrero para finalizar los términos de la independencia de Burundi.Después de que el país alcanzó la independencia plena el 1 de julio de 1962, la Asamblea Nacional lo designó miembro del Consejo de la Corona del Rey el 22 de mayo de 1963.
El gobierno de Muhirwa, enfrentado una creciente oposición en la Asamblea y una mayor intervención por parte de la corona, renunció a principios de junio de 1963. El Rey pidió a Ngendandumwe que formara un nuevo gobierno el 11 de junio y se convirtió en primer ministro de Burundi el 18 de junio de 1963, siendo el primer hutu en ocupar el puesto. De los 12 ministros de su gobierno, él mismo era el único parlamentario; los demás miembros eran en su mayoría tecnócratas apolíticos.Al prestar juramento, anunció un programa de «pan y paz», que incluía una iniciativa para preservar los cafetos y un llamamiento a todos los ciudadanos para que proporcionaran dos días de trabajo gratuito al país para reforzar las arcas del Estado. A partir de entonces, el Rey ejerció un poder considerables sobre la política del país e hizo que el gabinete fuera responsable ante él en vez de ante al Parlamento. El 29 e julio viajó a Bruselas, Bélgica, y firmó varios acuerdos financieros y de asistencia técnica con el gobierno belga, incluido un préstamo de 65.000.000 de francos belgas para el desarrollo económico, subvenciones para estudiantes burundeses en universidades belgas y garantías para la cooperación entre funcionarios belgas y burundeses.
A principios de 1964, realizó una gira regional, visitando Kenia, Uganda y Tanganica para explorar la posibilidad de que Burundi se uniera a la Organización de Servicios Comunes de África Oriental y, eventualmente, a la propuesta Federación de África Oriental. También estableció relaciones diplomáticas con la República Popular China, lo que molestó al Rey. El 31 de marzo de 1964, el Rey destituyó a cuatro miembros polémicos del gabinete y le pidió a Ngendandumwe que formara un nuevo gobierno. No se llegó a un acuerdo y renunció el 6 de abril de 1964, siendo reemplazado en el cargo por Albin Nyamoya. A pesar de esto, acompañó al Rey a una visita de Estado a Estados Unidos en mayo para reunirse con el presidente Lyndon B. Johnson.

## Asesinato
El 7 de enero de 1965, temeroso de un posible golpe de Estado patrocinado por China, destituyó a Nyamora y designó a Ngendandumwe para que formara un nuevo gobierno. Su nombramiento fue rechazado por la Juventud Nacional Rwagosore, dominada por tutsis, la Federación de Trabajadores de Burundi y el Sindicato de Agentes Administrativos. El 15 de enero al mediodía se anunció la conformación del nuevo gobierno.
Más tarde ese mismo día, visitó a su esposa en un hospital de Buyumbura para verla dar a luz a su hijo. Aproximadamente a las 8:00 p. m., cuando salía del hospital, le dispararon por la espalda y lo mataron. Según los informes, murió de forma instantánea, mientras que uno de sus ayudantes fue herido por una bala perdida.

### Posterioridad
Su funeral se celebró tres días después y fue sucedido en el cargo por el primer ministro interino Pié Masumbuko. Fue el segundo primer ministro de Burundi en ser asesinado en el cargo. Su muerte provocó una crisis política que forzó a Mwambutsa a disolver el Parlamento y convocar a nuevas elecciones. El Partido del Pueblo (PP), dominado por los hutus, reforzado por las deserciones en la UPRONA, vio una oportunidad política y se autodenominó defensor de las ideas del «grupo de Monrovia», rebautizando su ala juvenil como Jeunesse Populaire Ngendandumwe. Los funcionarios públicos leales al UPRONA denunciaron a la organización como un grupo fundado para «vengar» al difunto primer ministro. La UPRONA mantuvo su mayoría en las elecciones, pero el PP obtuvo 10 escaños en el Parlamento.
El hombre acusado del magnicidio era Gonzalve Muyenzi, un refugiado ruandés que trabajada en la Embajada de Estados Unidos. Poco después del asesinato, varios refugiados ruandeses fueron arrestados, entre ellos la mayoría de los líderes del Armée Populaire de Libération Rwandaise. El gobierno de Burundi también rompió relaciones diplomáticas con China, pero en marzo un diplomático burundés declaró que su gobierno creía ni Estados Unidos ni China estaban involucrados en el asesinato. La policía detuvo a un hombre llamado Butera, otro empleado de la Embajada de Estados Unidos e hijo de François Rukeba, un destacado líder rebelde promonárquico ruandés exiliado. Un experto en balística alegó que la bala que mató al primer ministro pertenecía a un arma encontrada en posesión de Butera. También se arrestaron a figuras destacadas del «grupo de Casablanca», entre ellas a Nyamoya, Prime Niyongabo y Zenon Nicanyenzi; el grupo se había reunido poco antes del asesinato y fueron acusados de planearlo. A pesar de las detenciones y de las investigaciones, ningún miembro del grupo fue procesado.En diciembre de 1967, la Corte Suprema de Burundi, alegando falta de pruebas, desestimó todos los cargos contra los acusados del asesinato. La falta de una condena por el magnicidio se convirtió en un agravio para los políticos de la oposición hutu.

### Homenajes
Ngendandumwe fue enterrado en zona de Vugizo en Buyumbura, junto a la tumba de Rwagasore. El 26 de enero de 1965, el gobierno cambió el nombre de la Avenida del Hospital en Buyumbura, donde lo habían asesinado, por el de Avenida Pierre Ngendandumwe. El aniversario de su muerte en 1966 fue declarado día festivo. También fue declarado héroe nacional como Rwagasore, pero su estatus en la memoria colectiva de Burundi nunca llegó a ser tan prominente como el del príncipe. En 2019, el gobierno de Burundi anunció que nombraría el edificio previsto para el Senado en Guitega en honor a Ngendandumwe.